# Altlastenkataster

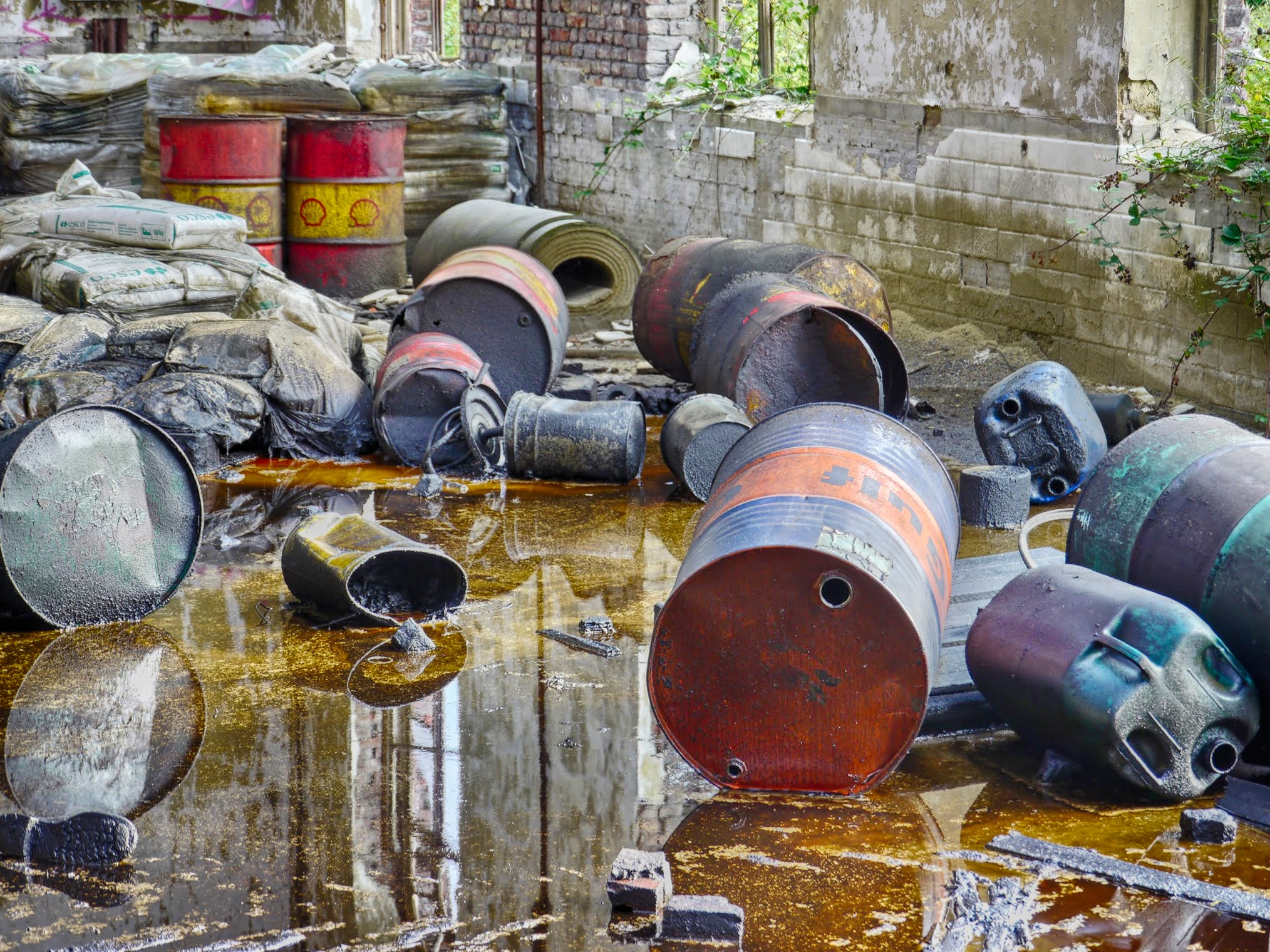
Unsachgemäß entsorgte Ölgebinde auf Industriebrache

Ein Altlastenkataster ist ein umfassendes Register, das Altlasten und altlastverdächtige Flächen erfasst. Diese werden in Deutschland von den Umweltämtern der Länder oder auch der Kommunen in Datenbanken gespeichert, jede Altlast erhält dabei eine eindeutige Altlastenkennziffer (Abk. AKZ).

## Definitionen
Zur Erläuterung sind hier die Begriffsdefinitionen aus dem Gesetzestext eingefügt, siehe § 2 Abs. 5 Nr. 1 und 2 und Abs. 6 des Gesetzes zum Schutz vor schädlichen Bodenveränderungen und zur Sanierung von Altlasten (BBodSchG) vom 17. März 1998:
Altlasten: „… sind 1. stillgelegte Abfallbeseitigungsanlagen sowie sonstige Grundstücke, auf denen Abfälle behandelt, gelagert oder abgelagert worden sind (Altablagerungen) und 2. Grundstücke stillgelegter Anlagen und sonstige Grundstücke, auf denen mit umweltgefährdenden Stoffen umgegangen worden ist, ausgenommen Anlagen, deren Stilllegung einer Genehmigung nach dem Atomgesetz bedarf (Altstandorte), durch die schädliche Bodenveränderungen oder sonstige Gefahren für den einzelnen oder die Allgemeinheit hervorgerufen werden.“
Altlastverdächtige Flächen: „… sind Altablagerungen und Altstandorte, bei denen der Verdacht schädlicher Bodenveränderungen oder sonstiger Gefahren für den einzelnen oder die Allgemeinheit besteht.“
Schädliche Bodenveränderungen: „… sind Beeinträchtigungen der Bodenfunktionen, die geeignet sind, Gefahren, erhebliche Nachteile oder erhebliche Belästigungen für den einzelnen oder die Allgemeinheit herbeizuführen.“

## Daten
Welche Daten erfasst werden, regeln nach § 11 BBodSchG die Bundesländer. In der Regel werden folgende Angaben erfasst:
1. Lage, Größe und Zustand der Standorte,
2. Art, Menge und Beschaffenheit der Abfälle und sonstiger Stoffe, die abgelagert oder sonst in den Boden eingetragen worden sind,
3. Art des früheren Betriebes, der stillgelegten Anlagen oder stillgelegten Einrichtungen,
4. frühere, bestehende und geplante Nutzungen der Altlasten und altlastverdächtigen Flächen, deren Einwirkungen auf die Umwelt oder deren sonstigen Beeinträchtigungen der Bodenfunktion, die geeignet sind, Gefahren, erhebliche Nachteile oder erhebliche Beeinträchtigungen für den Einzelnen oder die Allgemeinheit herbeizuführen,
5. Personen, die früher Eigentümer, Besitzer oder Inhaber der tatsächlichen Gewalt waren oder gegenwärtig sind, und
6. die sonstigen Sachverhalte und Rechtsverhältnisse, die für die Abwehr von Gefahren, erheblichen Nachteilen oder erheblichen Belästigungen für den Einzelnen oder die Allgemeinheit erforderlich sind.

## Merkmale
Während früher Altlasten bzw. altlastverdächtige Flächen auch rein zufällig und/oder durch Beschwerden aus der Bevölkerung entdeckt wurden, ist die systematische Erfassung und Untersuchung von Verdachtsflächen spätestens mit Inkrafttreten von § 9 BBodSchG Aufgabe der zuständigen Behörden.  
Zum Auffinden von Altablagerungen werden alte topographische Karten ausgewertet (zum Beispiel verschwundene Steinbrüche und Sandgruben, aufgefüllte natürliche Senken usw.). Dann wird versucht herauszufinden, wann diese Gruben verschwunden sind und mit welchem Material (zum Beispiel Müll, Bauschutt) die Gruben verfüllt wurden. Andere Verdachtsflächen sind z. B. größere Fabrikgelände, Kasernengelände, Bergwerksgelände (Bergehalden). In Zweifelsfälle müssen derartige Flächen umweltgeologisch durch Bohrungen untersucht werden. Die Datenbankprogramme lassen auch eine Priorisierung mittels Kennzahlen zu, d. h. manche Fläche können als weniger kritisch oder hochkritisch eingestuft werden. Dabei kommt es auch auf die Lage der belasteten Fläche an (zum Beispiel Nähe zu Wasserschutzgebieten, Nähe zu Wohngebieten). 
Die Priorisierung durch Kennzahlen stellt auch eine Orientierungshilfe bei der Dringlichkeit der Bearbeitung dar. Selbstverständlich können nicht alle Altlasten sofort untersucht werden. 
Spezielle Altlastenkataster werden auch über die Hinterlassenschaften des Bergbaus in Sachsen, Sachsen-Anhalt und Thüringen geführt (zum Beispiel wegen Abbau von Uranerzen).
Auf Basis des Umweltinformationsgesetzes sind Auskünfte auch an Privatpersonen möglich, können aber je nach Umfang der Recherche kostenpflichtig sein.